# Bagulin
Bagulin  (Bayan ng  Bagulin) es un municipio filipino de quinta categoría, situado en la isla de Luzón y perteneciente a  la provincia de La Unión en la Región Administrativa de Ilocos, también denominada Región I.

## Barangays
Bagulin se divide, a los efectos administrativos, en 10  barangayes o barrios, conforme a la siguiente relación:
- Alibangsay
- Baay
- Cambaly
- Cardiz
- Dagup
- Libbo
- Suyo (Población)
- Tagudtud
- Tio-angan
- Wallayan

## Historia
La comunidad se trasladó a Picdel, una franja estrecha a lo largo del valle del río Naguilian-Bagulin. En 1903, el régimen estadounidense estableció un gobierno militar, bajo la jurisdicción de la Provincia de La Montaña en la subprovincia de Benguet, con capital en La Trinidad.
En 1918 Bagulin pasa a formar parte del municipio de Burgos en la provincia filipina de La Unión.
En 1928 se establece la capitalidad en el asentamiento llamado Suyo y el antiguo centro de la comunidad fue nombrado Nangalisan que significa en idioma ilocano lugar abandonado.
En Suyo se establecieron colonos ilocanos procedentes de Naguilian.
El 25 de junio de 1963, Bagulin se transformó en municipio.